# Евразиер
Евразиер, или ойразиер (нем. eurasier), — порода собак, выведенная в 1960—1970-е годы в Германии. Собака-компаньон.

## История породы
В 1949 году австрийский учёный, лауреат Нобелевской премии, Конрад Лоренц в книге «Кольцо царя Соломона» пишет о двух типах домашних собак: первый тип — собаки, преданные одному лишь хозяину и недоверчивые к посторонним, второй тип — собаки, добродушные со всеми людьми и легко поддающиеся дрессировке. Первых трудно обучать, а вторые слишком доверчивы к посторонним. Лоренц рассказывает о том, как в результате случайной вязки принадлежавших ему немецкой овчарки и чау-чау были получены щенки, сочетавшие лучшие качества обоих типов. Характер этих собак подробно описан в его книге «Человек находит друга» (1954).

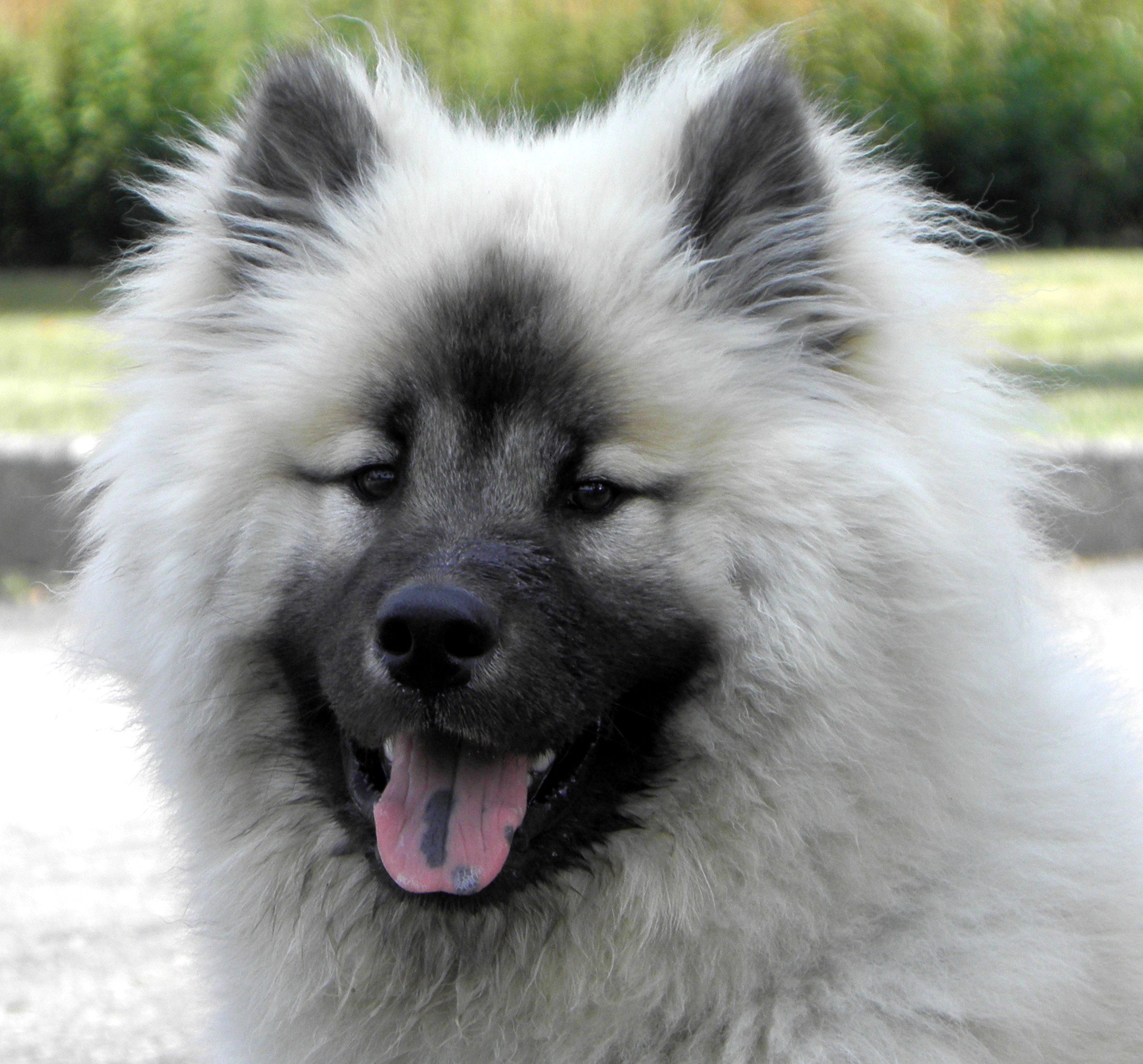
Щенок евразиера

Эти работы заинтересовали Юлиуса Уипфиля. В послевоенные годы в его дом попала шпицеобразная собака, которая обладала исключительным умом и преданностью. Впоследствии Уипфиль так и не смог найти ей достойную замену, и тогда его жена подала идею о выведении собственной породы собак.
Юлиус Уипфель приступил к созданию новой породы вместе с Шарлоттой Балдамус, которая открыла питомник «Йегерсхоф». Юлиус Уипфель поставил перед собой цель создать породу северного типа с красивым, привлекательным окрасом и очаровательным характером, хорошо приспособленную к жизни в домашних условиях.
За основу были взяты чау-чау рыжего и чёрного окраса и вольфшпиц.
В начале 1970-х гг. новой породой заинтересовался биолог Вернер Шмидт. Он приобрёл щенка в питомнике «Йегерсхоф» и включился в процесс выведения породы. В это время Шмидт писал докторскую диссертацию у Конрада Лоренца, который обнаружил большое сходство между евразиером и собакой, описанной в его книге. Он также приобрёл щенка у Шарлотты Балдамус и впоследствии писал, что не встречал собаки более преданной, чем эта.
В 1970-е к полученному типу евразиеров была прилита кровь самоедов. В 1980-е гг. порода получила название, в Германии был открыт первый клуб. Порода признана FCI. Евразиер популярен в Германии и постепенно приобретает известность в других странах Европы.

## Внешний вид
Собака среднего размера, коренастая, крепкая, умеренно высоконогая.
Морда ни слишком грубая, ни излишне заострённая. Глаза среднего размера, всегда тёмные. Нос и губы также должны быть чёрного цвета. Прикус прямой или ножницеобразный. Уши средние, треугольной формы.
Шерсть средней длины; на морде и ушах короче, чем по всему телу, на хвосте и ногах — длиннее. Имеется густой подшёрсток. Окрас — любой однотонный: чёрный, чёрно-подпалый рыжий, красный, зонарно-серый, серо-подпалый и их осветлённые варианты. Не допускаются чисто белый и печёночный окрасы, а также любые белые пятна.
Высота в холке кобелей составляет 52—60 см, сук — 48—56 см.

## Характер и темперамент
Евразиер — собака с уравновешенной психикой, энергичная, легко поддающаяся обучению. Это собака-компаньон, очень привязанная к хозяину и семье и настороженно относящаяся к посторонним. Несмотря на то что она проявляет сторожевые качества, собака лишена агрессии к человеку, поэтому не может быть использована в качестве сторожа. Евразиер подходит для таких видов спорта, как аджилити, послушание (обидиенс) и др. Ладит с другими животными. Приспособлен как для жизни в квартире (при условии регулярных длительных прогулок с физическими нагрузками), так и в сельской местности. В помещении ведёт себя спокойно и тихо.